# Nuthe-Urstromtal
Nuthe-Urstromtal település Németországban, azon belül Brandenburgban. Lakosainak száma 6663 fő (2023. december 31.).

## Népesség
A település népességének változása:
| Lakosok száma | 7047 | 7371 | 6790 | 6565 | 6578 | 6678 | 6663 |
|               | 1990 | 2000 | 2010 | 2020 | 2021 | 2022 | 2023 |